# زنون فریدوالت
زنون فریدوالت (لهستانی: Zenon Friedwald؛ ۱۷ آوریل ۱۹۰۶ – ۳ دسامبر ۱۹۷۶) یک نویسنده، ترانه‌سرای یهودی اهل لهستان بود.